# Szelenga járás (Bulgan)
Szelenga járás (mongol nyelven: Сэлэнгэ сум) Mongólia Bulgan tartományának egyik járása. Területe 4900 km². Népessége kb. 3500 fő.
Székhelye Ingettolgoj (Ингэттолгой), mely 131 km-re északkeletre fekszik Bulgan tartományi székhelytől.